# Vallásháború
A vallásháború vagy "szent háború" (latin: bellum sacrum) az a háborús konfliktus, amelynek vallási okai vannak. Tágabb értelemben a vallásháborúk közé sorolják azokat a háborúkat is, amelyek vallási motívumok mögött hatalmi érdekekért folytak. A modern korban gyakori a vita arról, hogy a konfliktus vallási, gazdasági vagy etnikai vonatkozásai mennyire voltak túlsúlyban egy adott háborúban.
A vallásháborúk közé tartoznak az iszlám 8. századig tartó terjeszkedési háborúi, a keresztény világ középkori keresztes hadjáratai és albigens háborúi. Tágabb értelemben vallásháborúkat használnak a 16. és 17. századi európai felekezeti háborúk kifejezésére. Ide tartoznak különösen a francia hugenotta háborúk vagy a Német Birodalomban a schmalkaldeni háború (1546–1547), a protestáns fejedelmek lázadása (1552), de főleg a harmincéves háború (1618–1648). A körülhatárolás nehézkes, mert egyrészt a modern korig a háborúk többsége vallási eszmékhez vagy kifejezési formákhoz kapcsolódott, másrészt az ún. vallásháborúknak nem csupán vallási okai voltak.

## A „szent háború”
A szent háború az Isten nevében egy vallási hatóság által indított háború. A koncepció a kereszténységben először Hippói Ágoston, Az Isten városáról a pogányok ellen  (Dē cīvitāte Deī contrā pāgānōs) című művében jelent meg. Ágoston filozófiája alapján e háború a bűnösök megbüntetése és megjavulásuk felé történő elmozdításuk módja volt.

## Kereszténység

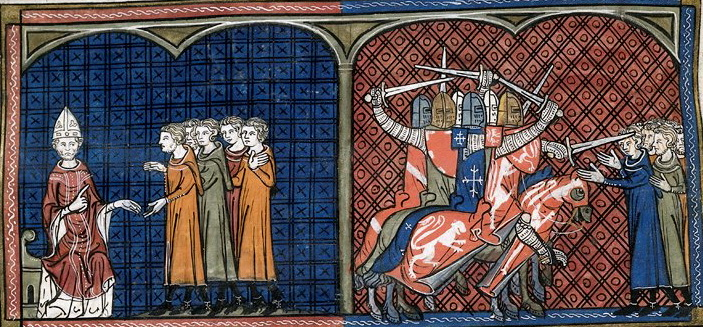
III. Ince kiközösíti a katharokat, majd az ellenük folyó hadjárat korabeli ábrázolása

Vallásháborúk, illetve részben vallási okból indított háborúk a történelem folyamán:

### Középkor
- Keresztes hadjáratok (11-15. század)

### 16. század
- Szent Római Birodalom :

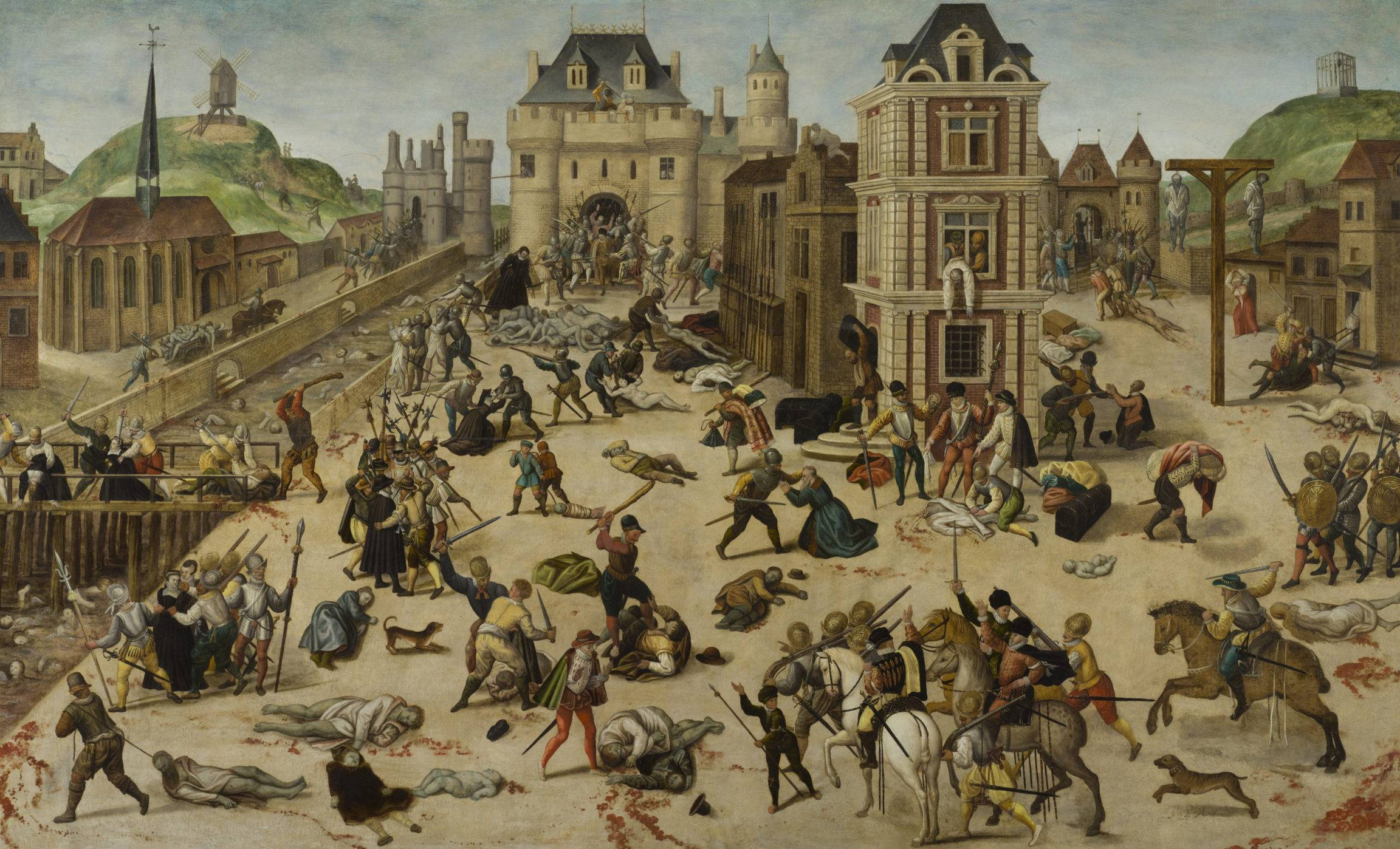
Szent Bertalan éjszakája

  - a német parasztok háborúja (1524–1526)
  - a svájci Kappel-háborúk (1529 és 1531)
  - a schmalkaldeni háború ( 1546-1547 )
  - a kölni háború (1583-1588)
- Anglia:
  - az imakönyv-lázadás (1549)
  - az északi grófok lázadása (1569)
  - az angol–spanyol háború (1585–1604)
- Skócia: 
  - a reformátorok felkelése (1559-1560)
- Franciaország: 
  - a  francia vallásháborúk (1562-1598)
- Hollandia: 
  - A holland felkelés (1566-1567) és a németalföldi szabadságharc (1568-1648)
- Írország:
  - a desmondi Geraldines (1569-1583) lázadásai
  - Tyrone lázadása (1594-1603)

### 17. század
- Európa: a harmincéves háború (1618-1648)
- Franciaország : Monsieur de Rohan (1621-1629) háborúi
- Egyesült Királyság : a három királyság háborúi (1639-1651)
- svájci : Villmergen első háborúja (1656)

### 18. század
- Franciaország : a cévennesi háború (1702–1704)
- svájci : Villmergen második háborúja (1712)

## Iszlám
- Muszlim hódítások (7-8. század)
- hidzsra
- a síita szafavida birodalom és a szunnita Oszmán Birodalom háborúi

## Fordítás
- Ez a szócikk részben vagy egészben  a   Guerres de Religion (Europe) című francia Wikipédia-szócikk ezen változatának fordításán alapul.  Az eredeti cikk szerkesztőit annak laptörténete sorolja fel. Ez a jelzés csupán a megfogalmazás eredetét és a szerzői jogokat jelzi, nem szolgál a cikkben szereplő információk forrásmegjelöléseként.